# Swarby
Swarby – wieś w Anglii, w Lincolnshire, w dystrykcie North Kesteven, w civil parish Aswarby and Swarby. Leży 31,8 km od Lincoln i 161,5 km od Londynu. W 1921 roku civil parish liczyła 141 mieszkańców.
Swarby jest wspomniana w Domesday Book (1086) jako Suarrebi.